# Synode de Kells

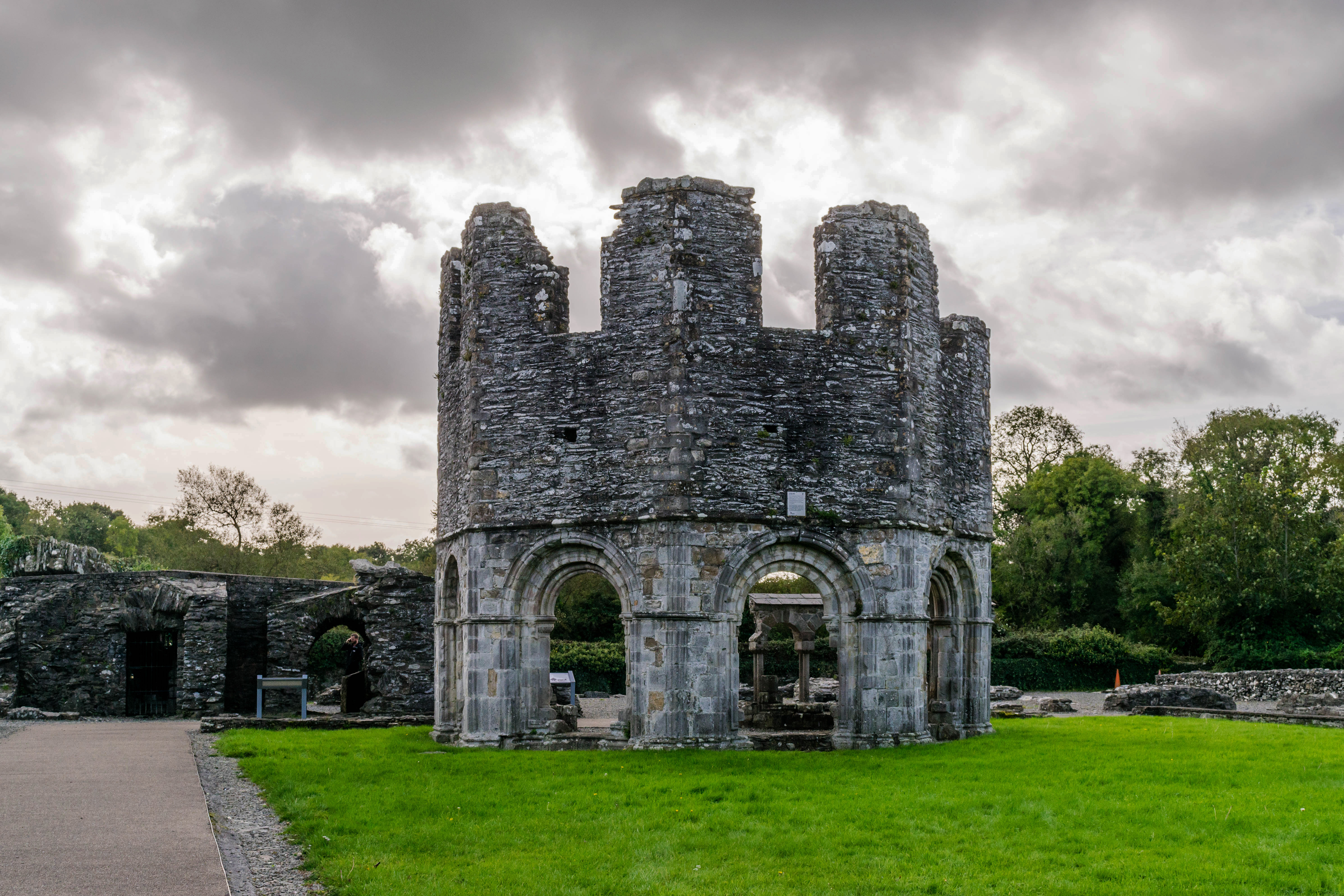
Vestiges de l'abbaye de Mellifont ayant accueilli le synode.

Le synode de Kells ou synode de Kells-Mellifont s'est tenu en 1152, sous la présidence du cardinal Giovanni Paparoni (en) légat du Pape. Il poursuit le processus mis en place lors du synode de Ráth Breasail destiné à réformer le christianisme irlandais. Les sessions du synode se sont tenues alternativement dans l'abbaye de Kells et de l'abbaye de Mellifont, c'est pourquoi il est maintenant couramment désigné sous le nom de « synode de Kells-Mellifont ». La principale innovation du synode est d'avoir porté le nombre d'archevêchés irlandais de deux à quatre en redéfinissant la taille des diocèses. Le primatie d'Irlande étant dévolue à l'archidiocèse d'Armagh.

## Le synode de Kells
En 1148, un synode d'évêques se rassemble Inispatric. Malachie, ex-archevêque d'Armagh, se met en route pour un second voyage à Rome, mais il meurt sur le chemin, en novembre, à l'abbaye de Clairvaux, en France. Un synode est convoqué à Kells en 1152. Ce synode décide la consécration de quatre archevêques. Toirdelbach Ua Conchobair, Ard ri Erenn c'est-à-dire « Haut-Roi d'Irlande », approuve les décisions prises, et les palliums sont remis par le Légat apostolique le cardinal Giovanni Paparoni. l'Irlande est divisés entre 36 sièges, et 4 archevêchés : Armagh, Cashel, Tuam, et Dublin. Armagh se voit gratifié de la Primatie.
Le diocèse de Dublin, cité où règnent des dirigeants Hiberno-Norse, est détaché de l'archevêché de Cantorbéry et uni avec Glendalough. Gréne dit Gregorius, l'évêque en place dans la ville, accepte le nouveau titre d'archevêque et le séparatisme religieux des « Ostman » se termine.

## L'organisation diocésaine
Le système diocésain est en outre réorganisé, le nombre de provinces métropolitaines étant passé de deux à quatre, en augmentant les diocèses de Dublin et de Tuam devenus archidiocèses. Les quatre provinces ecclésiastiques de Armagh, Cashel, Dublin et Tuam correspondent respectivement aux frontières contemporaines des provinces d'Ulster, Munster, Leinster et Connacht.
La structure des diocèses établie par le synode a perduré avec quelques ajustement mineurs jusqu'au XVIe siècle, et forme encore la base, malgré les fusions de sièges intervenues, de la répartition territoriale de l'Église catholique et de l'Église d'Irlande.

## Provinces et diocèses

### Province d'Armagh
- Archidiocèse d'Armagh
- Ardagh : réduit en taille par la création du diocèse de Kells.
- Clonard ou Meath : confirmé comme siège pour l'est du Meath
- Connor
- Dar-Luis : territoire incertain
- Down
- Duleek, absorbé par Meath/Clonard vers 1171/1172.
- Kells (en), établi comme siège pour le royaume de Breifne. Absorbé par le diocèse de Meath en 1211
- Louth : transféré de Clogher et étendu aux dépens d'Armagh. Le siège retourne à Clogher en 1192.
- Maghera : siège transféré au diocèse de Derry en 1254.
- Raphoe

### Province de Cashel
- Archidiocèse de Cashel
- Ardfert : perd des territoires en faveur de l'Île Scattery
- Cloyne : formé à partir de Cork
- Cork : perd des territoires en faveur de Cloyne et Ross
- Emly
- Kilfenora : formé à partir de Killaloe; corresponded au sous royaume de Corco Mruiad
- Killaloe : perd des territoires en faveur de Kilfenora, Roscrea et l'Île Scattery
- Limerick : territoire enlevé à l'Île Scattery
- Lismore : formé à partir de Waterford
- Ros Cré (de) : formé à partir de Killaloe, existe seulement jusque dans la décennie 1160
- Ross : formé à partir de Cork
- Île Scattery : formé à partir d'Ardfert, Killaloe et Limerick. Incorporé dans Limerick à la fin du XIIe siècle
- Waterford : territoire réduit lors de la création de Lismore

### Province de Dublin
- Archidiocèse de Dublin
- Ferns
- Glendalough : uni à Dublin en 1216
- Kildare
- Kilkenny
- Leighlin

### Province de Tuam
- Archidiocèse de Tuam
- Achonry
- Clonfert
- Killala
- Kilmacduagh
- Mayo (en) : fusion avec Tuam en 1202
- Roscommon transféré à Elphin en 1156.
- Annaghdown (en) créé vers 1179.

## Sources
- (en) Cet article est partiellement ou en totalité issu de l’article de Wikipédia en anglais intitulé « Synod of Kells » (voir la liste des auteurs), édition du 9 février 2013.
- (en) T.W Moody, F.X. Martin, F.J. Byrne A new history of Ireland Oxford University Press réédition 2011  (ISBN 9780199593064), tome IX, « Succession lists: Bishops, 1111-1534 » p. 264-331 & « Dioceses as definided at the Synod of Kells-Mellifont 1152 », Table 25 p. 26.